# Cars (pintura)
Cars es una serie de obras de arte realizadas por el artista estadounidense Andy Warhol, por encargo de Mercedes-Benz en el año 1986.

## Historia
Un comerciante de arte alemán, Hans Meyer, encargó en 1986 la primera pintura, de un 300SL cupé, para celebrar el centenario de la invención del coche de motor. Cuándo Mercedes-Benz vio el resultado,  encargó una serie entera, para seguir la evolución de sus diseños del Benz Patente-Motorwagen 1885, Daimler Transporte de Motor (1886), y Mercedes 35 CV (1901), al Mercedes-Benz W125, y el Mercedes-Benz C111.
Ahora parte de la colección de arte corporativa de Mercedes-Benz, los Cars estaban inacabados cuando ocurrió el fallecimiento de Warhol en 1987. Warhol había completado 36 la impresión de 36 serigrafías y 13 dibujos de ocho modelos de Mercedes antes de su muerte. Había planeado cubrir 20 modelos en 80 piezas. La serie se basa en fotografías de los coches, y fueron los primeros objetos diseñados no estadounidenses que Warhol había retratado en su obra.
Cars han sido exhibidos dos veces en público: en Tubinga en 1988, y en la Albertina, Viena del 22 de enero al 16 de mayo de 2010. La mitad de la serie se mostró en Milton Keynes en septiembre de 2001.
Cars fue el segundo proyecto de arte de Warhol con el tema de automóvil. En 1979 Warhol recibió el encargo de BMW para pintar una versión de competición del Grupo 4 del entonces supercar BMW M1 para la cuarta entrega del Proyecto BMW Art Car. A diferencia de los tres artistas que le precedieron, Warhol declinó el uso de un modelo de práctica a escala pequeña, en cambio optó por pintar directamente el automóvil de escala real. El artista tardó 23 minutos en total para pintar el coche entero.
El trabajo de Warhol para Mercedes Benz y sus encargos similares para Perrier ha sido criticado como de "brillo mediocre", por críticos que lamentan "la avaricia apasionada de Warhol", acusándole de cruzar la línea en la publicidad de sus temas.